# Kębliny
Kębliny is een dorp in de Poolse woiwodschap Łódź. De plaats maakt deel uit van de gemeente Zgierz en telt 290 inwoners.